# Nils Schumann
Nils Schumann (Bad Frankenhausen; 20 de mayo de 1978) es un atleta alemán retirado, que durante su carrera se proclamó Campeón olímpico y de Europa. En sus últimos años su nivel estuvo muy por debajo del habitual en él a causa de las lesiones.
Schumann, nació en Bad Frankenhausen. Su ascenso a la cumbre se produjo de forma fulgurante en 1998, durante la temporada invernal se proclamó Campeón de Europa en pista cubierta de forma inesperada, en los Campeonatos al aire libre repetiría corona. Y para finalizar la temporada vencería en la Copa del Mundo de Johannesburgo.
En los Campeonatos del Mundo de 1999 disputados en Sevilla, se clasificó para la final pero fue 8.º. En la temporada de 2000 no realizó grandes resultados hasta el comienzo de los Juegos de Sídney, en ellos Schumann se clasificó fácilmente para la final. Ya en la final esprintó en la última recta para situarse en cabeza a falta de 50 m, el danés Wilson Kipketer gran favorito para la victoria no pudo sobrepasar a Schumann quien se alzó con la victoria y el título olímpico.
En la siguiente temporada fue 5.º en los mundiales de Edmonton. Y en 2002 fue bronce en el Europeo disputado en Múnich.
Schumann, no pudo defender su título olímpico en Atenas debido a las lesiones que marcarían el final de su carrera.